# Weißfleck-Widderchen

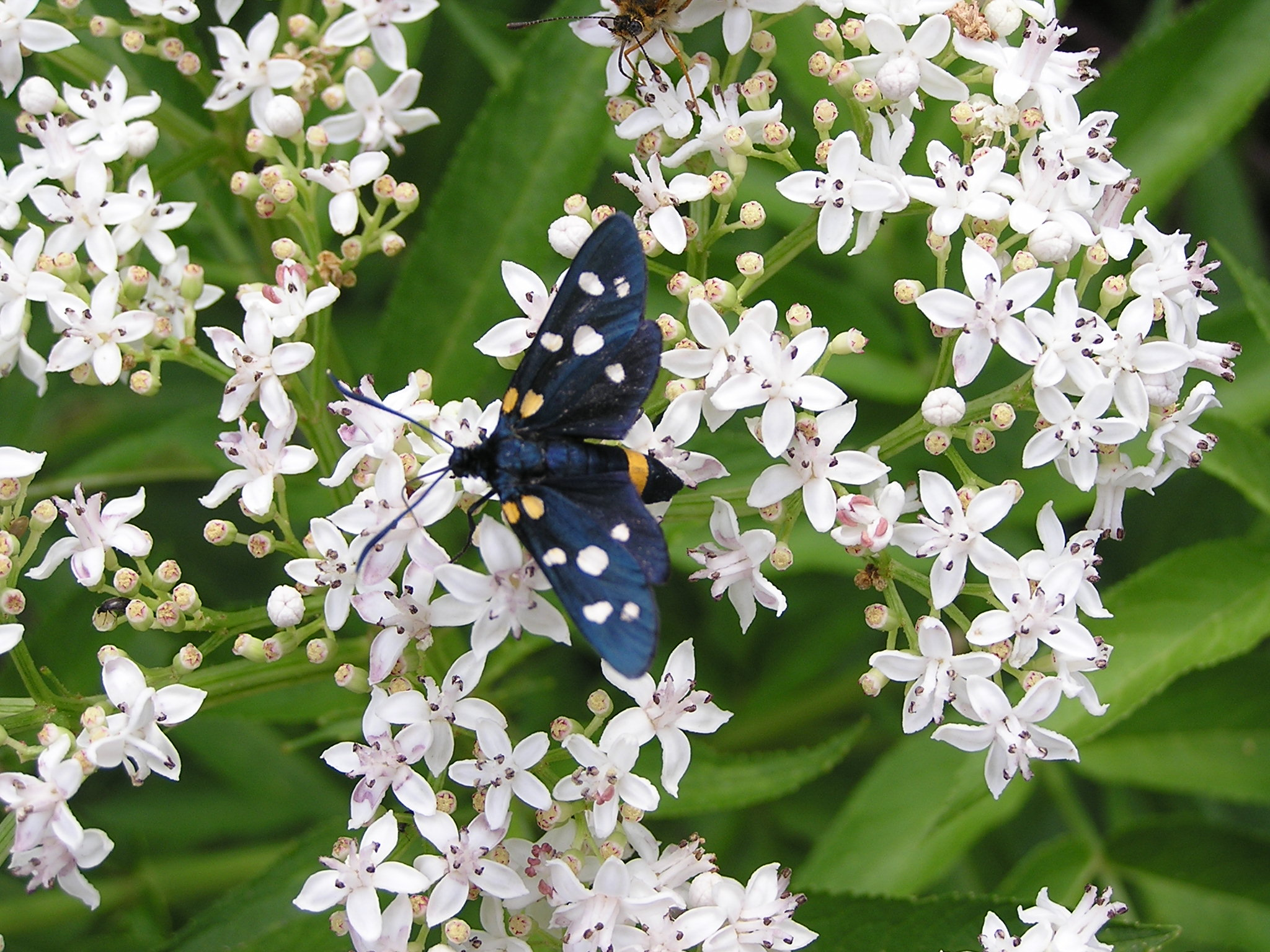
Veränderliches Widderchen (Zygaena ephialtes)

Das Weißfleck-Widderchen (Amata phegea) ist ein Schmetterling (Nachtfalter) aus der Unterfamilie der Bärenspinner (Arctiinae).

## Merkmale
Das Weißfleck-Widderchen erreicht eine Flügelspannweite von 35 bis 40 Millimeter. Seine Flügel sind schwarzblau und haben weiße Flecke, deren Anzahl und Größe unterschiedlich sein können. Weitere Merkmale sind der in der hinteren Hälfte des Hinterleibs befindliche breite, gelbe Ring sowie ein gelber Fleck auf der Oberseite am Anfang des Hinterleibs. Die schwarzen Fühler haben in der Regel gut sichtbare weiße Spitzen.
Die Raupen erreichen eine Länge von bis zu 30 Millimetern. Der graue Raupenkörper ist mit kurzen Büscheln grauer Haare bedeckt, die auf schwarzen Warzen sitzen. Der Raupenkopf ist rötlichbraun gefärbt.

### Ähnliche Arten
- Amata ragazzii (Turati, 1917)
- Veränderliches Widderchen (Zygaena ephialtes) (Linnaeus, 1758)

### Synonyme
- Syntomis phegea

### Mimikry
Das Weißfleck-Widderchen imitiert mit seinem Aussehen das Veränderliche Widderchen (Zygaena ephialtes), das für Vögel giftig ist und von diesen gemieden wird. Das Weißfleck-Widderchen profitiert davon.

## Verbreitung
Das Weißfleck-Widderchen tritt insbesondere in Südeuropa auf, kommt aber auch in Mitteleuropa bis in den Nordwesten und Nordosten Deutschlands vor. Im Osten reicht die Verbreitung bis Kleinasien und Transkaukasien. Die Art bevorzugt trockene Bereiche, die offen mit Bäumen und Sträuchern bewachsen sind, ebenso wie Waldränder. In Mitteleuropa ist das Weißfleck-Widderchen besonders in lichten Wäldern und buschigen Abhängen anzutreffen.

## Lebensweise
Die Raupen des Weißfleck-Widderchens fressen insbesondere krautartige Pflanzen, darunter Erikagewächse wie Heidekraut, sowie Pfeifengras, Ampfer, Labkraut und Wegerich. Die Raupen überwintern in einem gemeinsamen Gespinst am Boden und fressen danach noch bis Mai. Die Falter schlüpfen von Juni bis Juli.